# Pancorius curtus
Pancorius curtus là một loài nhện trong họ Salticidae.
Loài này thuộc chi Pancorius. Pancorius curtus được Eugène Simon miêu tả năm 1877.